# Пентаоксид дииода

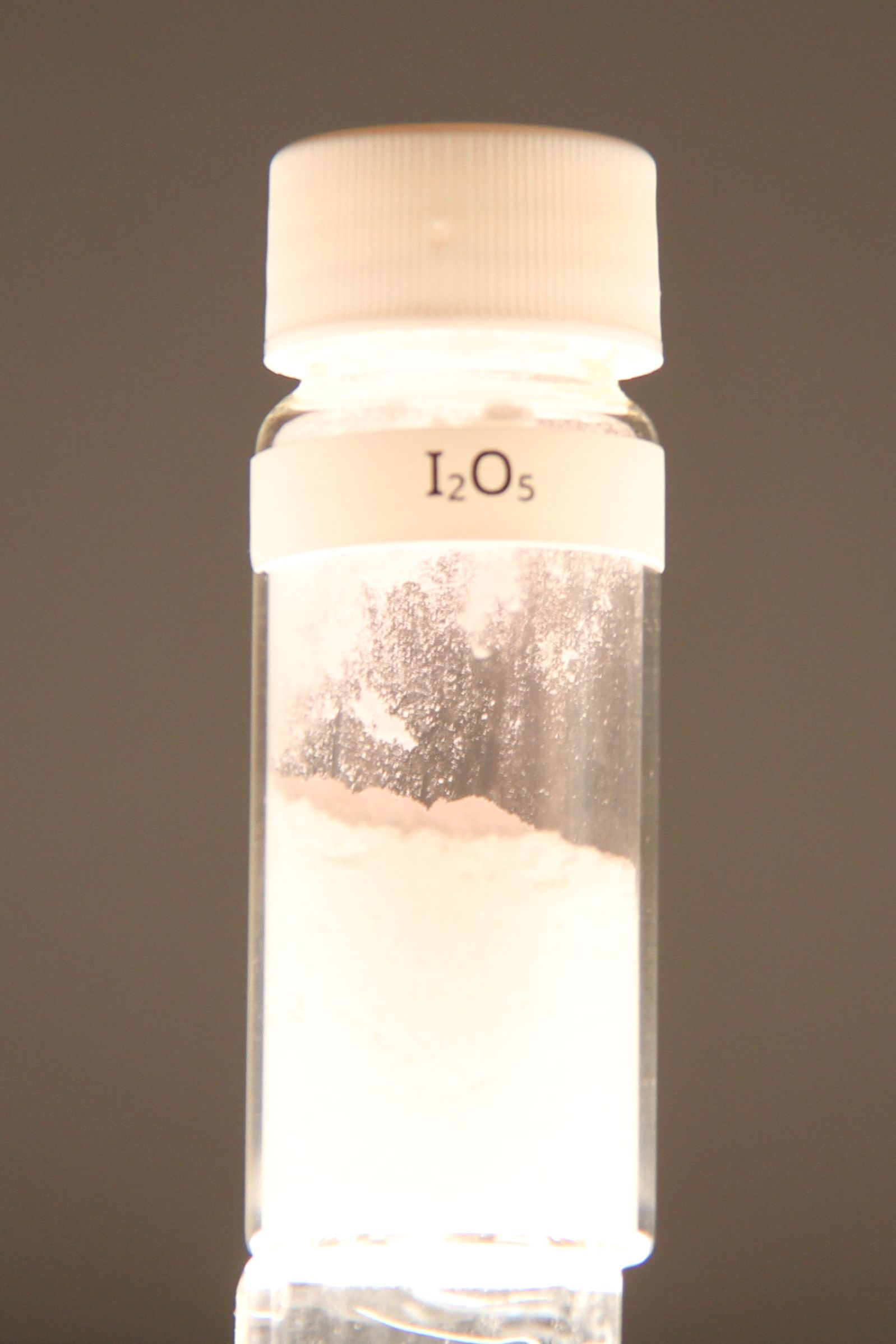
Свежий пентаоксид дииода имеющий белый цвет

Пентаокси́д диио́да (оксид иода(V), иодноватый ангидрид) — бинарное неорганическое соединение иода и кислорода с формулой I2O5, бесцветные кристаллы, темнеют на свету из-за разложения, очень гигроскопичные, хорошо растворимые в воде.

## Получение
- Окисление иода оксидом хлора(VII):

{\displaystyle {\mathsf {7I_{2}+5Cl_{2}O_{7}\ {\xrightarrow {}}\ 7I_{2}O_{5}+5Cl_{2}}}}
- Разложение иодноватой кислоты:

{\displaystyle {\mathsf {2HIO_{3}\ {\xrightarrow {240-250^{o}C}}\ I_{2}O_{5}+H_{2}O}}}
- Действие фторида иода на оксид кремния:

{\displaystyle {\mathsf {4IF_{5}+5SiO_{2}\ {\xrightarrow {150-175^{o}C}}\ 2I_{2}O_{5}+5SiF_{4}}}}

## Физические свойства
Пентаоксид дииода образует бесцветные (белые) кристаллы, которые на свету темнеют из-за разложения.
Хорошо растворяется в воде (реагируя).
Слабо растворим в этаноле и не растворим в абсолютном спирте, диэтиловом эфире, сероуглероде, хлороформе.
Растворяется в жидком фтористом водороде.

## Химические свойства
- Разлагается при плавлении и на свету:

{\displaystyle {\mathsf {2I_{2}O_{5}\ {\xrightarrow {300^{o}C}}\ 2I_{2}+5O_{2}}}}
- Реагирует с водой, образуя иодноватую кислоту:

{\displaystyle {\mathsf {I_{2}O_{5}+H_{2}O\ {\xrightarrow {}}\ 2HIO_{3}}}}
- Реагирует с безводной серной кислотой:

{\displaystyle {\mathsf {I_{2}O_{5}+2H_{2}SO_{4}\ {\xrightarrow {}}\ 2(IO_{2}^{+})HSO_{4}+H_{2}O}}}
- С щелочами образует иодаты:

{\displaystyle {\mathsf {I_{2}O_{5}+2NaOH\ {\xrightarrow {}}\ 2NaIO_{3}+H_{2}O}}}
- Раствор в жидком HF можно фторировать с образованием IO2F:

{\displaystyle {\mathsf {2I_{2}O_{5}+2F_{2}\ {\xrightarrow {0^{o}C}}\ 4IO_{2}F+O_{2}}}}
- Является сильным окислителем:

{\displaystyle {\mathsf {I_{2}O_{5}+5CO\ {\xrightarrow {}}\ I_{2}+5CO_{2}}}}
{\displaystyle {\mathsf {I_{2}O_{5}+10HCl+2KCl\ {\xrightarrow {}}\ 2K[ICl_{4}]+2Cl_{2}\uparrow +5H_{2}O}}}

## Применение
Применяется как окислитель; в аналитической химии — для поглощения окиси углерода.